# Neargyractis plusialis
Neargyractis plusialis is een vlinder uit de familie van de grasmotten (Crambidae), uit de onderfamilie van de Acentropinae. De wetenschappelijke naam van deze soort is voor het eerst gepubliceerd in 1871 door Gottlieb August Wilhelm Herrich-Schäffer.
De soort komt voor in Cuba.